# Arquebisbat de Lagos
L'arquebisbat de Lagos (anglès: Archdiocese of Lagos; llatí: Archidioecesis Lagosensis) és una seu metropolitana de l'Església Catòlica a Nigèria. El 2004 tenia 2.164.083 batejats sobre una població de 4.524.387 habitants. Actualment està regida per l'arquebisbe Alfred Adewale Martins.

## Territori
L'arxiu comprèn íntegrament l'estat nigerià de Lagos.
La seu arxiepiscopal és la ciutat de Lagos, on es troba la catedral de la Santa Creu.
El territori s'estén sobre 2.406 km², i està dividit en 61 parròquies.

## Història
El vicariat apostòlic del Dahomey va ser erigit el 28 d'agost de 1860, prenent el territori del vicariat apostòlic de les Dues Guinees (avui l'arquebisbat de Libreville).
El 24 d'agost de 1870 canvià el nom pel de vicariat apostòlic de la Costa de Benín mitjançant el breu Quae Christiano nomini del Papa Pius IX.
El 26 de juny de 1883, el 25 de juliol de 1889 i el 12 de gener de 1943 cedí porcions del seu territori per tal que s'erigissin respectivament les prefectures apostòliques del Dahomey (avui arquebisbat de Cotonou), del Níger inferior (avui arquebisbat d'Onitsha) i el vicariat apostòlic d'Ondo-Ilorin (avui bisbat d'Ondo). Paral·lelament a aquesta darrera cessió, canvià el seu nom pel de vicariat apostòlic de Lagos, en virtut del decret Cum Eminentissimi de la Congregació de Propaganda Fide.
El 23 de març de 1949 cedí una nova porció de territori a avantatge de l'erecció de la prefectura apostòlica d'Oyo (avui diòcesi).
El 18 d'abril de 1950 el vicariat apostòlic va ser elevat a arxidiòcesi metropolitana amb la butlla Laeto accepimus del Papa Pius XII.
El 13 de març de 1952, el 29 de maig de 1969 i el 24 d'octubre de 1997 cedí noves porcions del seu territori per tal que s'erigissin respectivament les prefectures d'Ibadan (avui arxidiòcesi), d'Ijebu-Ode i d'Abeokuta.

## Cronologia episcopal
- Francesco Borghero (1861 - 1865)
- Pierre Bouche (1867 - 1871)
- Jean-Baptiste Chausse, S.M.A. † (12 de maig de 1891 - 30 de gener de 1894 mort)
- Paul Pellet, S.M.A. † (15 de gener de 1895 - 1902 renuncià)
- Joseph-Antoine Lang, S.M.A. † (19 de juliol de 1902 - 2 de gener de 1912 mort)
- Ferdinand Terrien, S.M.A. † (1 de març de 1912 - 3 d'agost de 1929 mort)
- François O'Rourke, S.M.A. † (31 de març de 1930 - 28 d'octubre de 1938 mort)
- Leo Hale Taylor, S.M.A. † (13 de juny de 1939 - 27 d'octubre de 1965 mort)
- John Kwao Amuzu Aggey † (6 de juliol de 1965 - 13 de març de 1972 mort)
- Anthony Olubunmi Okogie (13 d'abril de 1973 - 25 de maig de 2012 jubilat)
- Alfred Adewale Martins, des del 25 de maig de 2012

## Estadístiques
A finals del 2004, la diòcesi tenia 2.164.083 batejats sobre una població de 4.524.387 persones, equivalent al 47,8% del total.
| any  | població  | població  | població | sacerdots | sacerdots       | sacerdots       | sacerdots             | diaques | religiosos | religiosos | parròquies |
| ---- | --------- | --------- | -------- | --------- | --------------- | --------------- | --------------------- | ------- | ---------- | ---------- | ---------- |
| any  | batejats  | total     | %        | total     | clergat secular | clergat regular | batejats por sacerdot | diaques | homes      | dones      |            |
| 1950 | 59.511    | 1.044.000 | 5,7      | 9         | 9               |                 | 6.612                 |         | 5          | 49         |            |
| 1970 | 110.000   | 2.600.000 | 4,2      | 60        | 14              | 46              | 1.833                 |         | 53         | 80         | 4          |
| 1980 | 250.000   | 4.000.000 | 6,3      | 55        | 15              | 40              | 4.545                 |         | 43         | 50         | 3          |
| 1990 | 1.200.000 | 5.761.000 | 20,8     | 94        | 43              | 51              | 12.765                |         | 56         | 70         | 4          |
| 1999 | 1.687.520 | 7.628.664 | 22,1     | 133       | 67              | 66              | 12.688                |         | 68         | 240        | 52         |
| 2000 | 1.721.270 | 7.781.237 | 22,1     | 127       | 74              | 53              | 13.553                |         | 55         | 239        | 53         |
| 2001 | 1.981.000 | 9.124.000 | 21,7     | 141       | 82              | 59              | 14.049                |         | 61         | 110        | 55         |
| 2002 | 2.020.620 | 4.306.480 | 46,9     | 131       | 74              | 57              | 15.424                |         | 59         | 116        | 58         |
| 2003 | 2.061.032 | 4.392.609 | 46,9     | 147       | 73              | 74              | 14.020                |         | 78         | 115        | 58         |
| 2004 | 2.164.083 | 4.524.387 | 47,8     | 184       | 100             | 84              | 11.761                |         | 88         | 123        | 61         |